# McDonaldisering

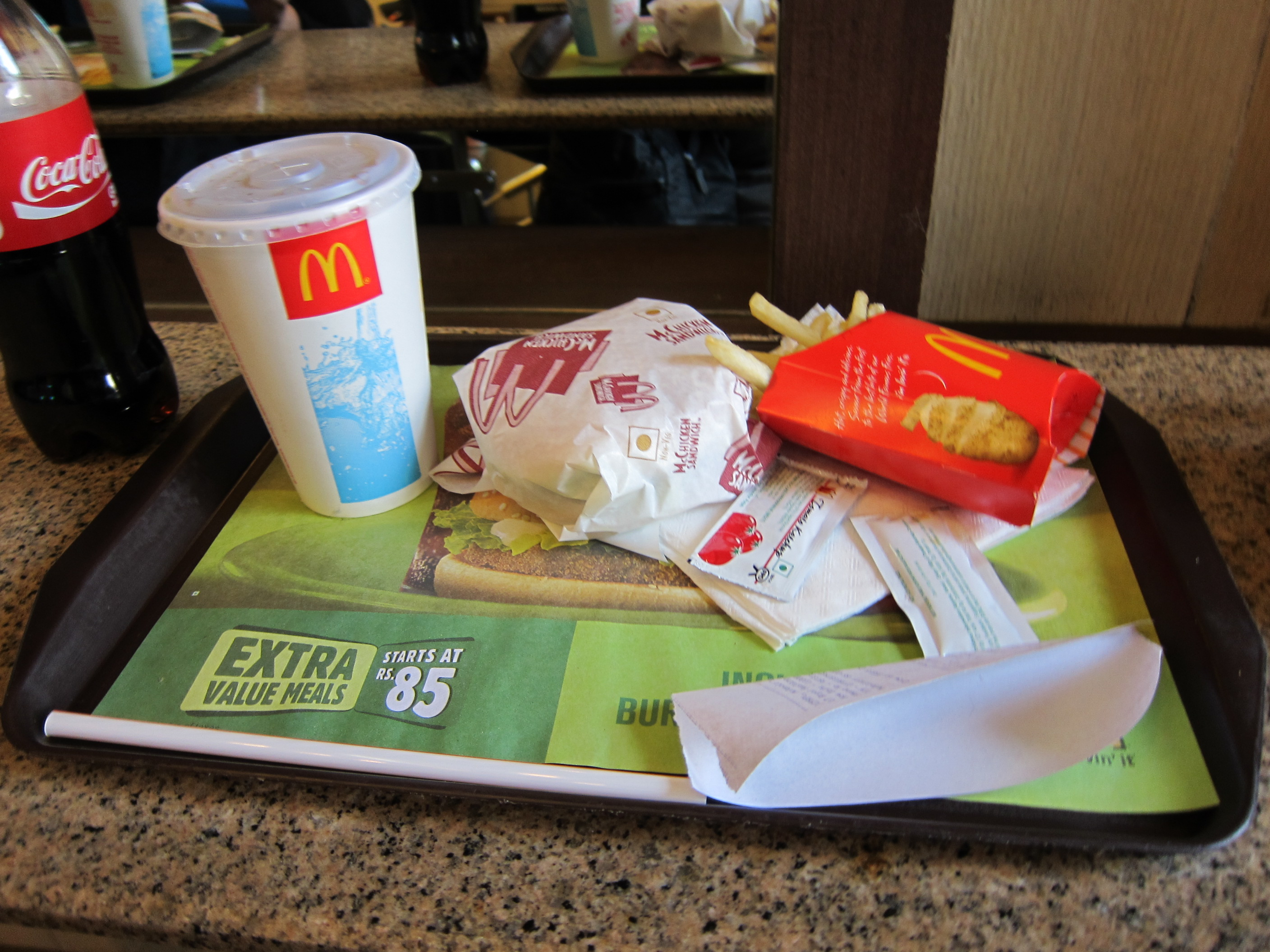
Standardisering, här med snabbmat som exempel

McDonaldisering är ett begrepp som myntades av den amerikanske sociologen George Ritzer i boken The McDonaldization of Society. McDonaldisering är en samhällelig process där samhället förkroppsligar attribut som är karakteristiska för snabbmatsrestauranger; något som Ritzer menar är ett resultat av världsvid homogenisering till följd av globalisering.
Tre karakteristika för McDonaldisering är effektivitet, beräkningsbarhet och förutsägbarhet:
- Med effektivitet menas att samhället ska vara optimerat för att på mest effektiva sätt genomföra en uppgift.
- Med beräkningsbarhet menas att kvantitet är samma sak som kvalitet. Istället för att värdera personalens kvalitativa arbete, värderas istället hur snabbt man arbetar. Likaså är det viktigare att konsumenten upplever att man får mycket för pengarna, än en kvalitativ produkt i begreppets traditionella mening.
- Med förutsägbarhet avses här standardisering, det vill säga att produkter och personal ser likadana ut varhelst de än befinner sig.